# Keiko Shirai Matsumoto
Concepción Keiko Shirai Matsumoto es una científica y académica mexicana. Estudió la Licenciatura en Ingeniería Bioquímica Industrial en la Universidad Autónoma Metropolitana (UAM). Posteriormente realizó sus estudios de posgrado en la misma institución: Maestría en Biotecnología, y Doctorado en Ciencias Biológicas y de la Salud. Obteniendo en ambas ocasiones la medalla al mérito universitario. Realizó una parte de sus estudios de doctorado en el Departamento de Ingeniería Química de la Universidad de Loughborough en el Reino Unido. Ha sido profesora visitante en dicha institución, en la Universidad de Huddersfield y la Universidad de Plymouth en el Reino Unido. Colabora con instituciones nacionales como la Universidad Nacional Autónoma de México, el Instituto Politécnico Nacional, e internacionales como la Universidad de Lyon en Francia y la Universidad de Tottori en Japón. Desde el año 2000 es la responsable del Laboratorio de Biopolímeros del Laboratorio de Microscopía Electrónica de la Unidad Iztapalapa de la UAM.
Es profesora por concurso de oposición en la UAM desde 1990, donde imparte clases en el posgrado de Biotecnología, así como en las licenciaturas de Ingeniería de Alimentos y Bioquímica Industrial. Pertenece al Sistema Nacional de Investigadores como Investigadora nivel III. Es autora de 54 publicaciones en revistas indizadas, 23 con arbitraje y 2 capítulos de libro con más de 900 citas (excluyendo autocitas) h=16. Ha dirigido 9 tesis de doctorado, 21 de maestría, 5 de especialidad, y 71 de licenciatura. Ha registrado seis patentes: cuatro en trámite y dos otorgadoas (una de las cuales fue transferida y licenciada a una empresa mexicana). Ha presentado trabajos en 47 eventos internacionales y 38 nacionales. Fue Vicepresidente del Consejo Directivo de la Sociedad Iberoamericana de Quitina. 

## Campos de investigación
A principios de abril de 2013, las líneas de investigación en las que Shirai Matsumoto trabaja son la "obtención de compuestos con valor agregado a partir de desechos de crustáceos mediante microorganismos y enzimas", la "producción de quitinasas extracelulares de hongos entomopatógenos y micoparásitos", la "transformación química y enzimática de la quitina y quitosano y sus aplicaciones", así como con los biopolímeros.
Con su trabajo relacionado al aprovechamiento de desechos crustáceos, ha logrado el registro de cuatro patentes,  tres de ellas en México y una en Francia. Así mismo, sus investigaciones han sido aplicadas en proyectos locales en México que han generado avances comerciales.

## El aprovechamiento de desechos crustáceos

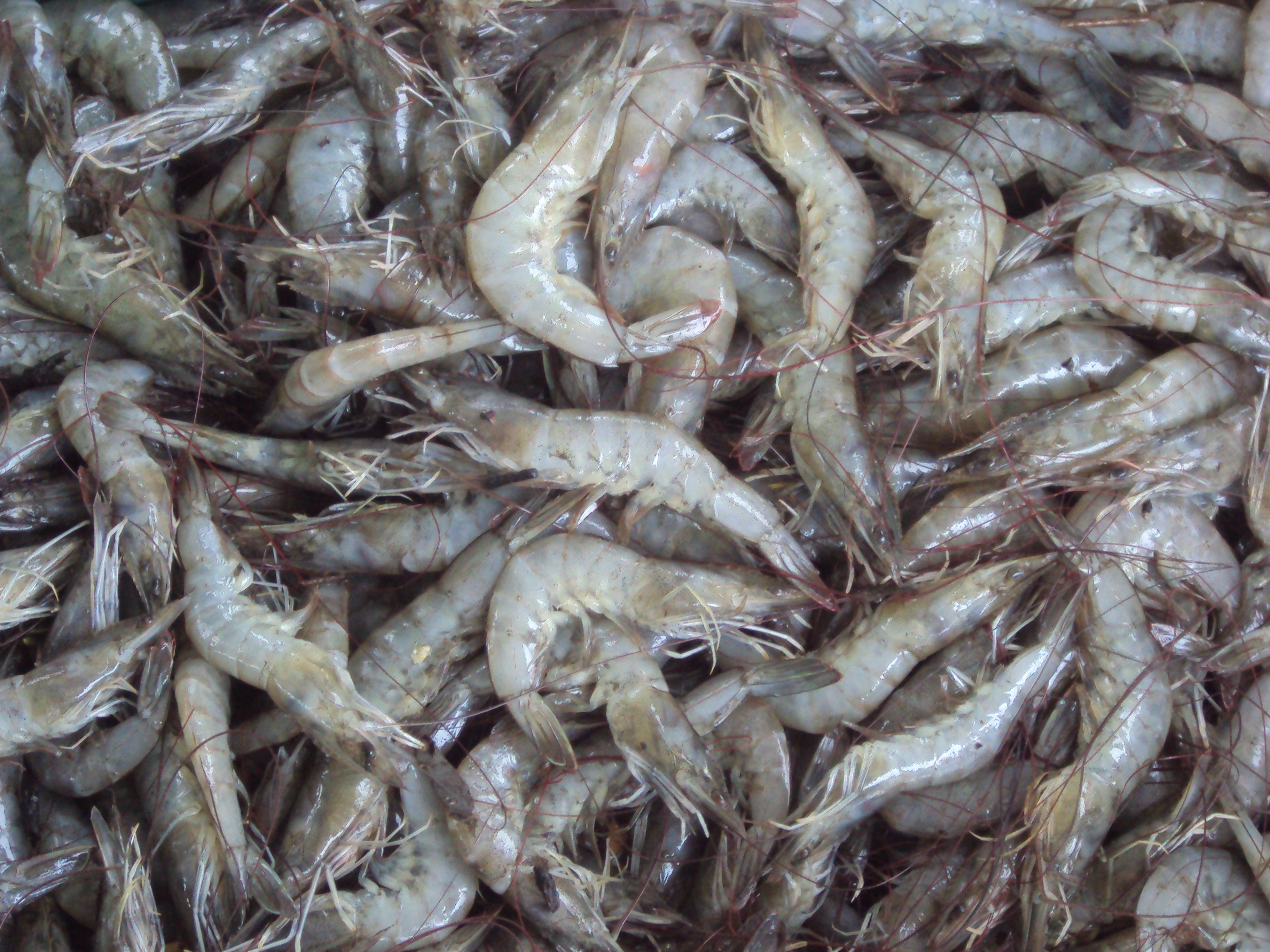
Camarones, un tipo de crustáceos.

El aprovechamiento de desechos crustáceos investigado y promovido por Shirai Matsumoto es un proceso con el que se obtienen quitina o quitosano a partir del empleo de microorganismos como cultivo inicial, y del agregado de enzimas purificadoras, hasta obtener los biopolímeros.
Este proceso es considerado de bajo impacto ambiental, en contraposición al proceso tradicional de la obtención de quitosano, el cual requiere de hidróxido de sodio y ácido clorhídrico, compuestos que, además de destruir otros subproductos derivados de la quitina, como proteínas, astaxantina y calcio, generan problemas de contaminación ambiental al generar efluentes peligrosos.
El quitosano obtenido es considerado de mejor calidad que el obtenido químicamente y con menores costos de producción y puede ser utilizado en la medicina, en la minería, la metalurgia, la cosmética y en la industria alimentaria.

## Publicaciones
Estos son algunos de los artículos publicados de Shirai Matsumoto entre 2010 y 2013:
- Activity of Chitin Deacetylase from Colletotrichum gloeosporioideson Chitinous Substrates. Neith Pacheco, Stéphane Trombotto, Laurent David, Keiko Shirai. Carbohydrate Polymers 03/2013.

- Lipase-catalyzed synthesis of hyperbranched poly-l-lactide in an ionic liquid.  María Mena, Alberto López-Luna, Keiko Shirai, Alberto Tecante, Miquel Gimeno, Eduardo Bárzana. Bioprocess and Biosystems Engineering. March 2013, Volume 36, Issue 3, pp 383-387.[10]

- Morphological changes, chitinolytic enzymes and hydrophobin-like proteins as responses of Lecanicillium lecanii during growth with hydrocarbon. Zaizy Rocha-Pino, María Del Carmen Marín-Cervantes, Marlet Martínez-Archundia, Elizabeth Soriano-Blancas, Sergio Revah, Keiko Shirai. Bioprocess and Biosystems Engineering 08/2012.

- Effects of protein and lipids on growth performance, feed efficiency and survival rate in fingerlings of bay snook (Petenia splendida). J.L. Arredondo-Figueroa, J.J. Matsumoto-Soulé, J.T. Ponce-Palafox, K. Shirai-Matsumoto and J.L. Gómez-Márquez. 2012-06-15. International Journal of Animal and Veterinary Advances 4(3): 204-213.[11]

- Enzymatic modification of chitosan with quercetin and its application as antioxidant edible films.  E. Torres, V. Marín, J. Aburto, H. I. Beltrán, K. Shirai, S. Villanueva, G. Sandoval. Applied Biochemistry and Microbiology March 2012, Volume 48, Issue 2, pp 151-158.[12]

- Chitin and L(+)-lactic acid production from crab (Callinectes bellicosus) wastes by fermentation of Lactobacillus sp. B2 using sugar cane molasses as carbon source. Belem Flores-Albino, Ladislao Arias, Jorge Gómez, Alberto Castillo, Miquel Gimeno, Keiko Shirai. Bioprocess and Biosystems Engineering 02/2012; 35(7):1193-200.

- Effects of including shrimp protein hydrolysate in practical diets on the growth and survival of redclaw crayfish hatchlings Cherax quadricarinatus (Von Martens, 1868).  José Luis Arredondo-Figueroa, Trinidad Ponce-Palafox, Keiko Shirai-Matsumoto, Ngel Pérez-Zavaleta, Irene De, Los Ngeles Barriga-Sosa, Arturo Ruiz Luna, Centro De Alimentación, Unidad Mazatlán, Mazatlán, Sinaloa, México. Aquaculture Research 01/2012.

- Structural characterization of chitin and chitosan obtained by biological and chemical methods. Neith Pacheco, Mónica Garnica-González, Miquel Gimeno, Eduardo Bárzana, Stéphane Trombotto, Laurent David, Keiko Shirai. Biomacromolecules 08/2011; 12(9):3285-90.

- Production and activities of chitinases and hydrophobins from Lecanicillium lecanii. Zaizy Rocha-Pino, Gabriel Vigueras, Keiko Shirai. Bioprocess and Biosystems Engineering 02/2011; 34(6):681-6.

- Postharvest Litchi (Litchi chinensis Sonn.) Quality Preservation by Lactobacillus plantarum. Gustavo Martínez-Castellanos, Clara Pelayo-Zaldívar, Laura J. Pérez-Flores, Alberto López-Luna, Miquel Gimeno, Eduardo Bárzana, Keiko Shirai. Postharvest Biology and Technology 01/2011; 59:172-178.

- The effect of pH on the production of chitinolytic enzymes of Verticillium fungicola in submerged cultures. Laura Ramírez-Coutiño, Jesús Espinosa-Márquez, Martin G Peter, Keiko Shirai. Bioresource technology 12/2010; 101(23):9236-40.

- Producción de ensilados biológicos a partir de desechos de pescado, del ahumado de atún aleta amarilla (Thunnus albacares) y del fileteado de tilapia (Oreochromis sp), para la alimentación de especies acuícolas. M. Spanopoulos-Hernández, J.T. Ponce-Palafox, G. Barba-Quintero, J.R. Ruelas-Inzunza, M.R. Tiznado-Contreras, C.Hernández-González y K. Shirai. 2010. Revista Mexicana de Ingeniería Química 9(2):167-178.[13]

- Chitosan-based microcapsules containing grapefruit seed extract grafted onto cellulose fibers by a non-toxic procedure. Diana Alonso, Miquel Gimeno, José D Sepúlveda-Sánchez, Keiko Shirai. Carbohydrate research 02/2010; 345(6):854-9.

## Premios
- Ha recibido en 2 ocasiones el Premio a la Investigación otorgado por la UAM
- En 2011 recibió el Premio Ciudad Capital “Heberto Castillo Martínez”, otorgado por el Instituto de Ciencia y Tecnología del Distrito Federal (ICYTDF) por su carrera destacada como científica mexicana. Asimismo, el ICYTDF le otorgó el premio al mejor prototipo de "Ciudad con Industria Competitiva" en la Feria de los Inventos.
- En el 2012 recibió el XXXVI Premio Nacional en Ciencia y Tecnología de Alimentos en categoría estudiantil por la asesoría de la mejor tesis de licenciatura que otorga la empresa Coca Cola.
- Dos años más tarde, en 2013, su laboratorio de investigación dentro de la UAM fue premiado por la patente “Biorreactor para la obtención de quitina y astaxantina mediante el uso de lactobacilos y proteasas a partir de desechos de camarón”, por el mismo ICYTDF.[1]
- En 2016 recibió el Diploma por el Premio Dr. Christopher Augur que otorga la UAM y el Instituto de Investigación para el Desarrollo (IRD Francia).